# Hisashi Kaneko
Hisashi Kaneko, född 12 september 1959 i Saitama prefektur, Japan, är en japansk tidigare fotbollsspelare.